# Pouilly (Oise)
Pouilly é uma comuna francesa na região administrativa de Altos da França, no departamento de Oise. Estende-se por uma área de 3,81 km². Em 2010 a comuna tinha 162 habitantes (densidade: 42,5 hab./km²).